# Monasterio (Lugo)
Monasterio (llamada oficialmente San Salvador de Mosteiro) es una parroquia y una aldea española del municipio de Navia de Suarna, en la provincia de Lugo, Galicia.

## Otras denominaciones
La parroquia también es conocida por los nombres de El Salvador de Mosteiro y O Salvador de Mosteiro.

## Organización territorial
La parroquia está formada por siete entidades de población:
- Abrente
- Gorgueira (A Gorgoeira)
- Marcelín
- Molmeán
- Mosteiro
- Pacio
- Signada (Sinada)

## Demografía

### Parroquia
| Gráfica de evolución demográfica de Monasterio (parroquia) entre 2000 y 2020 |
|                                                                              |
| Datos según el nomenclátor publicado por el INE.                             |

### Aldea
| Gráfica de evolución demográfica de Mosteiro (aldea) entre 2000 y 2020 |
|                                                                        |
| Datos según el nomenclátor publicado por el INE.                       |